# Johann Baptist Emanuel Pohl

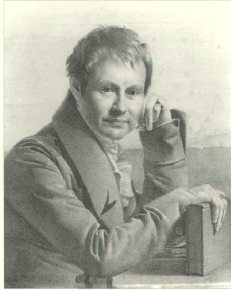
Johann Pohl (1782–1834)

Johann Baptist Emanuel Pohl (* 23. Februar 1782 in Böhmisch-Kamnitz, Habsburgermonarchie; † 22. Mai 1834 in Wien) war ein österreichischer Botaniker. Sein offizielles botanisches Autorenkürzel lautet „Pohl“.   

## Leben und Wirken
Pohl kam im Alter von acht oder neun Jahren zu seinem Onkel nach Pölitz. Der Onkel weckte Pohls Interesse für Botanik und nach dem Besuch des Gymnasiums in Prag hörte er Vorträge an der Prager Universität über Medizin. Er begann schließlich mit dem Medizinstudium, das er 1808 abschloss. Daneben befasste er sich mit der Mineralogie Böhmens und verfasste mehrere Artikel zu diesem Thema. Nach dem Abschluss seines Studiums supplierte Pohl den Lehrstuhl von Johann Christian Mikan (1769–1844) und arbeitete als Aushilfsarzt in einem Militärspital. 1817 bis 1821 nahm er an der Österreichischen Brasilien-Expedition teil, die anlässlich der Vermählung von Erzherzogin Maria Leopoldine von Österreich mit dem Kronprinzen von Brasilien, Dom Pedro, durchgeführt wurde. Nach seiner Rückkehr übernahm er eine Stelle als Kustos am Wiener Hof-Naturalien-Cabinet und verfasste ein zweibändiges Werk über die Reise im Innern von Brasilien sowie die botanischen Studien Plantarum Brasilliae icones et descriptiones hactenus ineditae. Im Jahr 1833 wurde er zum Mitglied der Leopoldina gewählt.

## Ehrungen
Nach Pohl benannt ist die Pflanzengattung Pohlana Mart. & Nees aus der Familie der Rautengewächse (Rutaceae).

## Schriften
- Johann Pohl: Adumbrationes plantarum juxta exemplaria naturalia. 1804.
- Tentamen florae Bohemiae. (1809–1814).
- Plantarum Brasilliae icones et descriptiones hactenus ineditae. (1826–1833).
- Reise im Inneren von Brasilien. Wien (1832–1837, Digitalisat Bd. 1).